# Rosopaella filoxa
Rosopaella filoxa är en insektsart som beskrevs av Webb 1983. Rosopaella filoxa ingår i släktet Rosopaella och familjen dvärgstritar. Inga underarter finns listade i Catalogue of Life.